# Annalise Appleton
Annalise Appleton es un personaje ficticio de la serie de televisión británica Hollyoaks, interpretado por la actriz Tamaryn Payne desde el 28 de septiembre de 2011 hasta el 18 de febrero de 2013.

## Biografía
Annalise llega por primera vez cuando entra al HCC con su novio Rob Edwards, ahí conoce a sus compañeros de habitación Scott Sabeka, Will Savage y Barney Harper-McBride. Sin embargo, las cosas comienzan mal para Annalise cuando se molesta luego de que Rob le dijera a Ash Kane que se quitara la blusa enfrente de todos en el bar SU.
Cuando Rob olvida reunirse con Annalise, ella lo acusa de no preocuparse por ella y lo manda a dormir al sofá, las cosas empeoran cuando Rob olvida su aniversario de dos años con Annalise lo que la molesta, Rob, intentando quedar bien con Annalise, le permite organizar una fiesta en el bar y Annalise queda encantada, pero cuando le pide a Rob que haga las invitaciones para la fiesta Rob, le pide a Scott que las haga y luego le dice a Annalise que él las hizo. Cuando Annalise se entera de que en realidad Scott las había hecho, él y Annalise se acercan y Scott le dice que Rob la trata muy mal y que ella merecía algo mejor. Cuando Rob no aparece para la fiesta de aniversario le promete a Annalise que se lo compensara, pero no lo hace, cuando Annalise acude a Scott para contarle acerca de todos sus problemas, casi se besan, pero son interrumpidos por la policía quien les informa que Rob había sido atropellado, Annalise se siente mal por lo sucedido y va a visitar a Rob quien se recupera en el hospital,
Sus sentimientos por Scott comienzan a crecer, pero antes de que pase algo entre ellos, Scott le dice que tiene que escoger entre él y Rob, Annalise organiza una comida para ella y Rob, pero rápidamente comienza a discutir y Annalise decide romper con él y quedarse soltera por un tiempo. Poco después comienza a ayudar a Cheryl Brady con su negocio, pero no logran ganar la competencia, Cheryl le dice a Annalise que necesita disfrutarse más a sí misma y no intentar agradar a los demás, más tarde termina en buenos términos con Rob y cuando va a una fiesta para obtener la atención de jóvenes termina acostándose con Joel Dexter, cuando Scott se entera e intenta hablar con ella acerca de lo que pasó Annalise le pide tiempo; sin embargo, cuando la abuela de Scott muere, Annalise va a apoyarlo y le dice que quiere estar con él y ambos comienzan una relación.
Annalise decide mudarse a Londres con Rob Edwards en febrero del 2013 luego de conseguir un trabajo ahí.